# Amblyornis
Amblyornis (tuiniervogels) is een geslacht van zangvogels uit de familie prieelvogels (Ptilonorhynchidae).

## Soorten
Het geslacht kent de volgende soorten:
- Amblyornis flavifrons  – Geelkuiftuiniervogel
- Amblyornis germanus  – Huontuiniervogel
- Amblyornis inornata  – Bruine tuiniervogel
- Amblyornis macgregoriae  – Goudkuiftuiniervogel
- Amblyornis subalaris  – Oranjekuiftuiniervogel